# Gouvernement al-Dschahra
Das Gouvernement al-Dschahra (arabisch الجهراء, DMG al-Ǧahrāʾ, häufig Al Jahra) ist das flächengrößte der sechs Gouvernements in Kuwait. Es umfasst neben der Stadt al-Dschahra den hauptsächlich von Wüste geprägten Nord- und den Westteil des Landes, einige Inseln im Mündungsgebiet des Schatt al-Arab (zum Beispiel al-Warba und Bubiyan) sowie auch westliche Außenbezirke der Stadt Kuwait. Es hat bei einer Fläche von 12.130 km² 496.515 Einwohner (Stand: Zensus 2014). Das Gouvernement entstand im Jahr 1979, als es aus al-Asima losgelöst wurde. Nachbargouvernemente sind al-Asima, al-Farwaniyya und al-Ahmadi, außerdem grenzt al-Dschahra an den Irak und an Saudi-Arabien.